# Peter Lackner (Komponist)
Peter Lackner (* 28. Juni 1966 in Graz; † 22. Dezember oder 23. Dezember 2018 ebenda) war ein österreichischer Komponist und Dozent.

## Leben
Peter Lackner studierte am Johann-Joseph-Fux-Konservatorium Graz Klavier bei Margarete Klivinyi und von 1986 bis 1994 an der Universität für Musik und darstellende Kunst Graz Komposition bei Hermann Markus Preßl.
Im Jahr 1994 schloss er das Kompositionsstudium mit Diplom und Auszeichnung ab.
In den Jahren von 1993 bis 1994 war Lackner Obmann der Organisation die andere saite. Seit dem Jahr 1994 hatte er eine Lehrtätigkeit in Musiktheorie, Gehörschulung, Tonsatz, Kontrapunkt, Harmonielehre und Analyse der Vokalliteratur an der Universität für Musik und darstellende Kunst Graz inne.

„Der Gleichgewichts-Sinn ist der Ausgangspunkt für mein die Musik betreffendes Denken, Fühlen und Handeln. Alle Eingriffe beim Hörbarmachen der Musik – von der sogenannten Wahl des musikalischen Materials bis zur Instrumentation und Ausführung – sind von meinem Bedürfnis nach Gleichgewicht (und möglichst keinem „anderen“ Gestaltungswillen) bestimmt. Sich in den Mitteln „nur“ auf ein Symbol von Ganzheit (z. B. gleichschwebende, zwölfstufige Temperatur) zu beschränken und in weiterer Konsequenz den reduziertesten Raum nicht durchbrechen zu müssen, sondern sich dessen gesamter Vielfalt und Gesetzmäßigkeit bewußt zu werden, bedeutet für mich größte Freiheit.
Charakteristisch für meine Musik sehe ich die ausschließliche Verwendung und die selbständige Entwicklung kanonischer Formen.“

Peter Lackner verstarb völlig unerwartet am Wochenende vor Weihnachten 2018 im Alter von 52 Jahren in seinem Heimatort.

## Auszeichnungen
- 1991: Kulturförderungspreis der Stadt Graz für Komposition[2][3]
- 1994: Würdigungspreis für Kunst und Kultur des Bundeskanzleramts Österreich[2][3]

## Werke
Lackners Werke wurden bei zahlreichen nationalen und internationalen Festivals aufgeführt, u. a. den Internationalen Neuberger Kulturtagen, dem Osterfestival Innsbruck, dem Austrian Contemporary Music Festival Iowa/USA, dem Eleventh International Festival Riga/Lettland und dem Steirischen Herbst. Er legte den Fokus seines kompositorischen Werks auf Kanons.
- Drei Dinge – für Klaviersolo und Solostimme Sopran (1982)[6]
- Reihenspiel – für Orgel (1982)[6]
- Drei kleine Stücke – für Violine und Klavier (1985–1986/1989)[6]
- kgV (3, 5, 7), 5. Mai 1986 – dreistimmiger Kanon in beliebiger Besetzung (1986)[6]
- So lebe wohl – für Frauenstimme und Klavier (1986)[6]
- Klavierstücke 1988 – für Klaviersolo (1988)[6]
- Sextett – für sechs Violinen (1989)[6]
- Wilde Erdbeeren – Drei Kanons für Singstimme und Klavier (oder für Singstimme und Streichquartett oder Streichorchester) (1989–1992)[6]
- Kanon – für Kammerensemble (1990)[6]
- Moebiusband – Kanon à 5 für Flöte, Violine, Violoncello und Klavier (1990)[6]
- Moebiusband – Kanon à 3 (1991)[6]
- Davongeflogene Seelen – für Sopran, Violoncello und Klavier nach Texten von Peter Rosegger (1991)[6]
- Fünf Kanonzyklen – für grundsätzlich variable Besetzungen, Dauern und Aufführungsmöglichkeiten (1991–1994)[6]
- Kanon – für Klavier (1992)[6]
- Vor Sonnenuntergang – Kanon für Streichquartett und Orgel (1993)[6]
- Kanon – für Streichquartett (1993)[6]
- Vor Sonnenaufgang – Sechsstimmiger Kanon für variable Besetzung (1994)[6]
- Kanon – für Streichorchester und Orgel (1994/1995)[6]
- Kanon – für drei Singstimmen, Kontrabass und Klavier (1995)[6]
- Kanon – für Violine, Violoncello und Akkordeon (1995)[6]
- Kanon – für Bläserensemble (1995/1996)[6]
- Kanon – für sechs Posaunen (1996)[6]
- Kanon – für Streichquartett (2003)[6]
- Kanon 27. April 2005 – Quartett für vier Blockflöten (2005)[6]